# Rattlesnake Ridge
Die Rattlesnake Ridge (auch Rattlesnake Ledge oder Rattlesnake Mountain) ist ein Gebirgskamm südlich von North Bend im King County im US-Bundesstaat Washington. Das Westende liegt nahe der Kreuzung der Washington State Route 18 mit der Interstate 90 in Snoqualmie. Das Massiv verläuft südostwärts über etwa 7 mi (11 km) (oder 11 mi (18 km) über Wege). Es ist das höchste und östlichste der Issaquah Alps (obwohl der Cedar Butte in der Lücke zwischen der Rattlesnake Ridge und der Front der Kaskaden am Mount Washington von Harvey Manning für einen „quasi-Alp“ [„alp“ = engl. „für hoher Berg“] gehalten wird). Ein kompliziertes Labyrinth von aufgegebenen Waldwirtschaftswegen und ausgebauten Trails wurde aneinandergereiht, um einen 10,5 mi (16,9 km) langen Wanderweg vom Snoqualmie Point Trailhead (dem Einstiegspunkt) an der Ausfahrt 27 der Interstate 90 bis zum Einstiegspunkt am Rattlesnake Lake nahe der Ausfahrt 32 zu schaffen.
Es gibt mehrere Möglichkeiten zur Erholung, darunter Wandern und Fels-Klettern

## Rechtsstatus
Der größte Teil des Berges gehört dem Staat Washington oder dem King County und wird als Rattlesnake Mountain Scenic Area gemeinsam vom Washington State Department of Natural Resources und dem King County Park and Recreation Department bewirtschaftet. Der östliche Teil des Berges einschließlich der Felsvorsprünge gehört den Seattle Public Utilities, während große Teile des Westens der Weyerhaeuser Corporation gehören, welche dort bedeutenden Holzeinschlag vornimmt.

## Todesfälle
Am 30. Mai 2009 fiel ein 28-jähriger Mann von einem Felsvorsprung der Rattlesnake Ridge und stürzte zu Tode.
Am 9. März 2012 stürzte ein 32-jähriger Mann in den Tod. Er wurde von einem anderen Wanderer tot aufgefunden, der den Sturz beobachtete.
Am 29. August 2013 stürzte ein Mann zu Tode, während er im Snoqualmie-Gebiet der Rattlesnake Ridge nahe dem Rattlesnake Lake wanderte. Als das Rettungspersonal eintraf, teilte eine Freundin des Opfers ihnen mit, sie wäre mit dem Mann auf dem Grat entlanggewandert. Sie hätte Fotos von dem Mann gemacht, der sich nahe einem Felsvorsprung aufhielt, wo er ausgerutscht und gestürzt sei, als er versuchte, auf einen Felsen zu springen.
Am 3. März 2018 starb ein 16-jähriger Junge, nachdem er von der Rattlesnake Ridge stürzte. Er versuchte, ein Foto zu machen und rutschte an der Spitze des Berges aufgrund des vereisten Untergrunds aus.

## Galerie

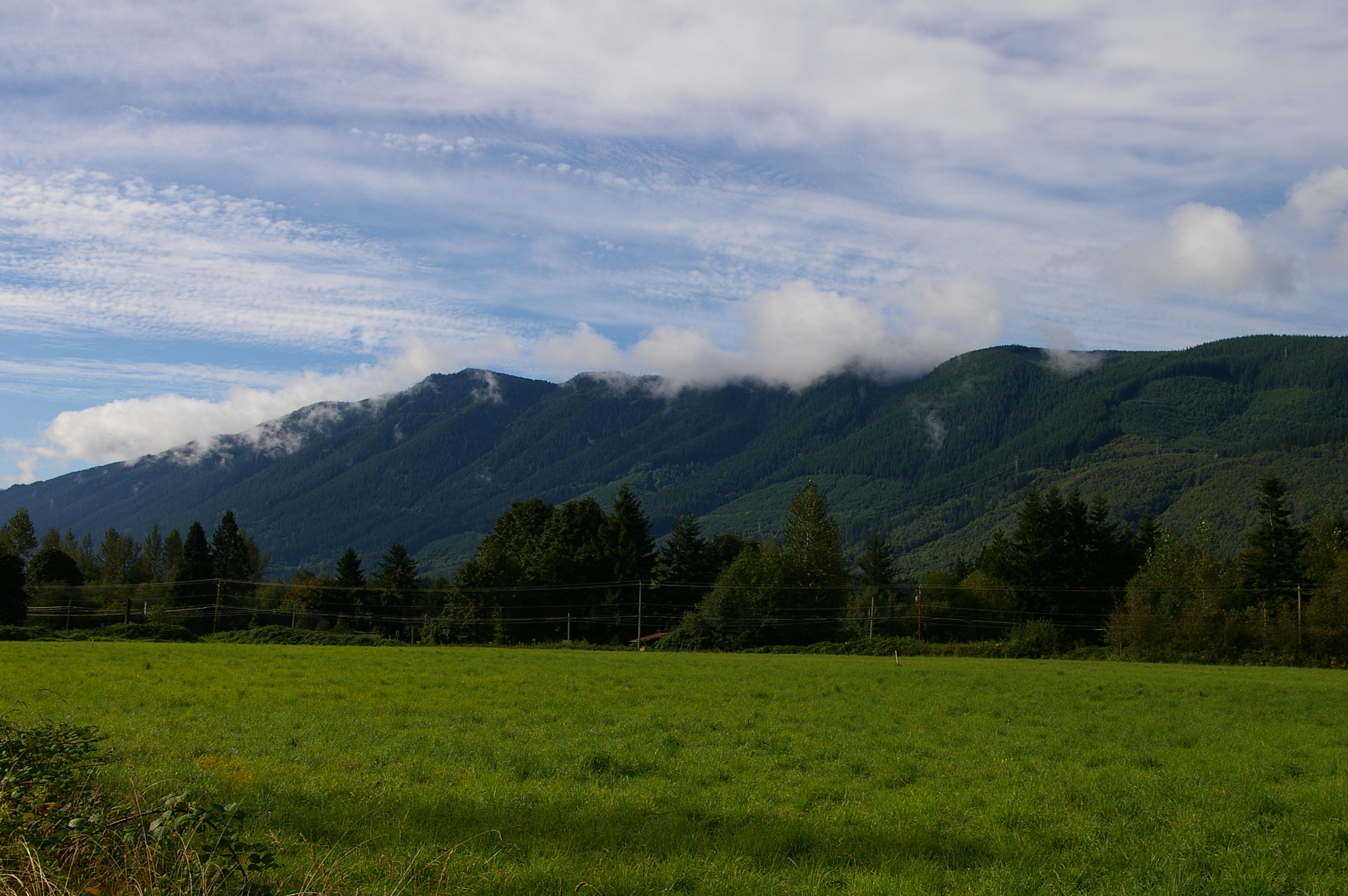
Rattlesnake Ridge
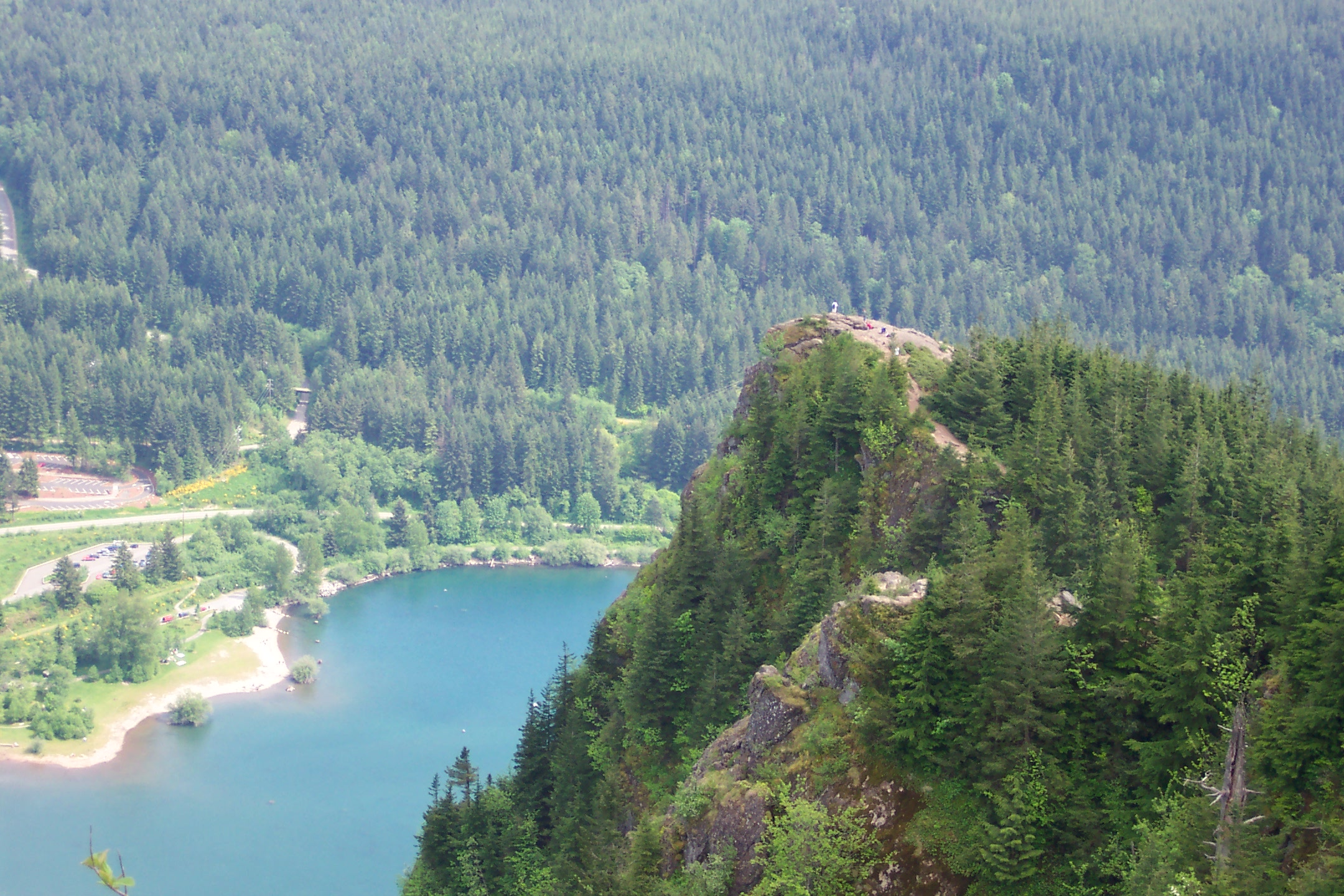
Ansicht von oben
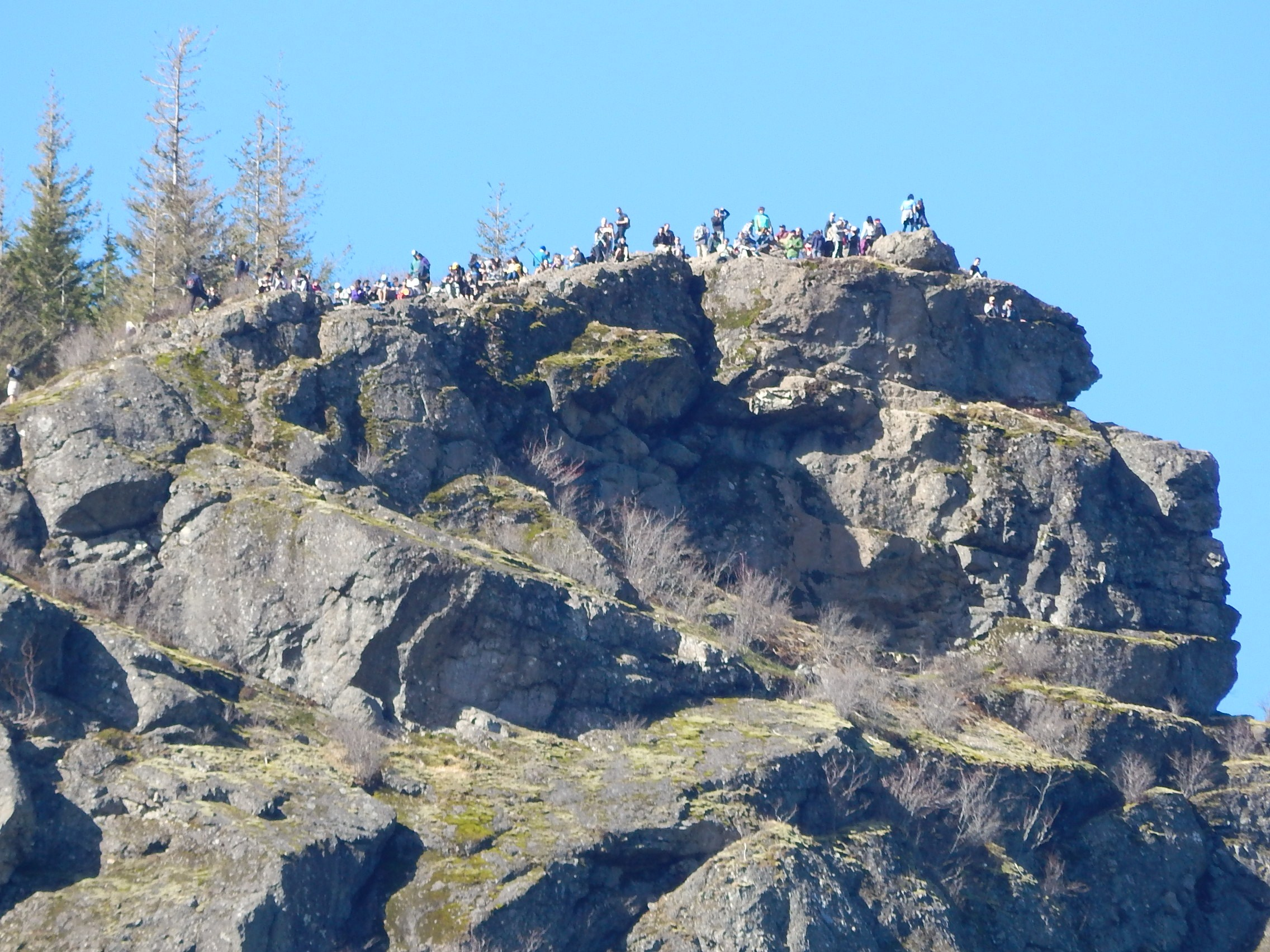
Massenansturm auf die Rattlesnake Ledge am Wochenende